# Darnycja (metropolitana di Kiev)
Darnycja (in ucraino Дарниця?, ) è una stazione della linea Svjatošyns'ko-Brovars'ka, la linea 1 della metropolitana di Kiev.

## Storia

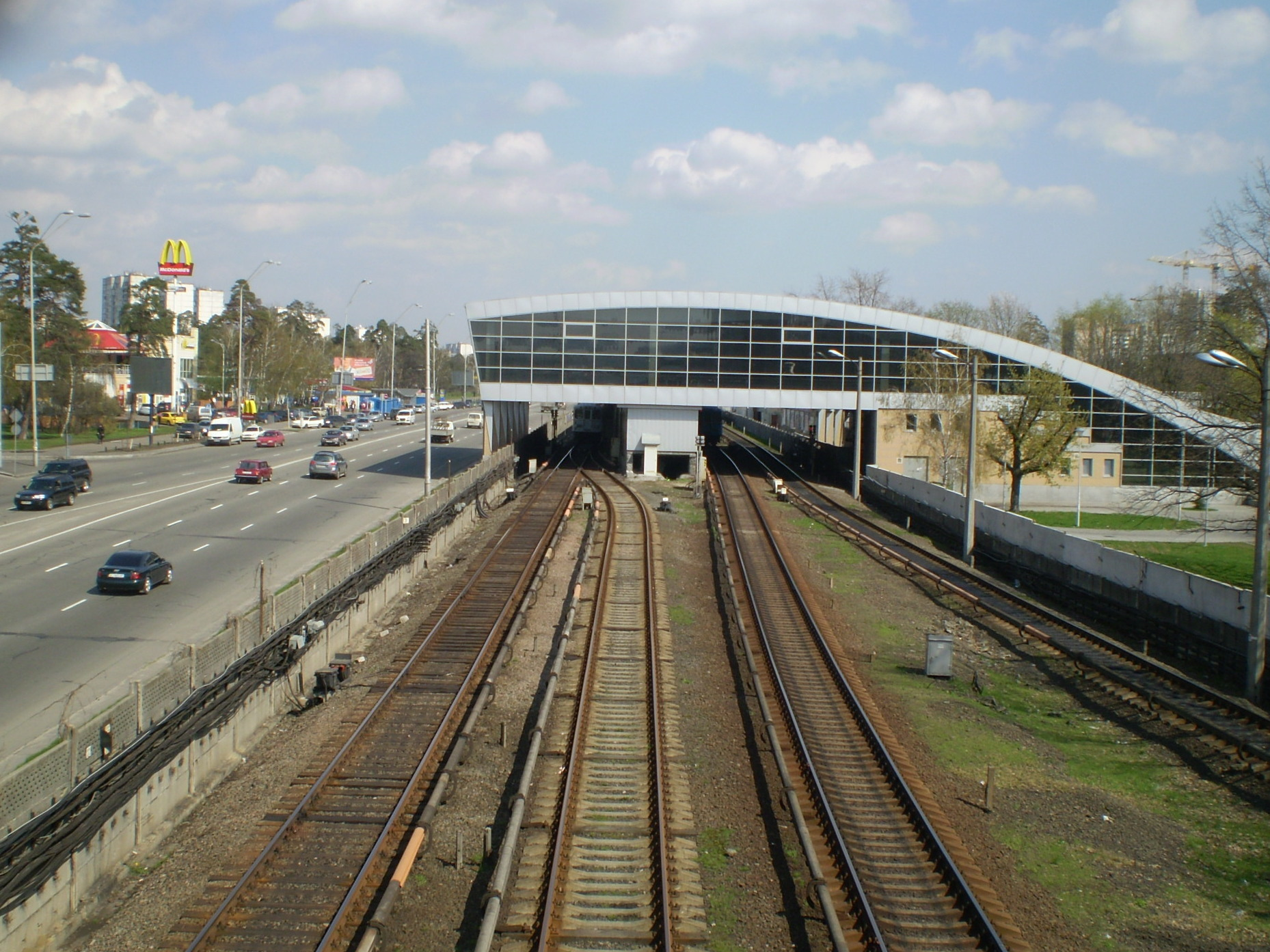
Stazione di Darnycja

La stazione fu inaugurata il 5 novembre 1965, insieme alle altre stazioni dell'estensione verso est e verso ovest del ramo Brovarij; si tratta della prima fermata ad essere interamente sulla riva sinistra del Dnepr, e prende il nome dallo storico quartiere di Kiev, Darnycja.
Disegnata dagli architetti I. Maslenkov e V. Bohdanovs'kyj, la stazione si presenta con una semplice banchina in superficie con un tetto in cemento sostenuto da pilastri, un design quasi identico alle altre tre stazioni che furono inaugurate insieme a Darnycja, e tipico dell'architettura pubblica degli anni sessanta. In origine, la stazione fungeva da capolinea, non lontana dal deposito "Darnycja", che fu il primo ad essere operativo a Kiev, e che servì anche la linea Obolons'ko-Teremkivs'ka dal 1976 al 1992, anno dell'apertura del deposito "Obolon'".
La stazione Darnycja si trova al confine di un grande parco, sul viale Brovary. Originariamente esisteva un solo sottopassaggio che conduceva alla stazione; il 28 novembre 2006 è stato poi aggiunto un secondo tunnel a ovest. Ciò si è reso necessario in quanto la stazione è una delle più frequentate del ramo, a causa del grande numero di utenti che giungono dai quartieri della parte settentrionale della riva sinistra, e a causa del centro commerciale di Darnycja.